# Bengt Djurberg
Bengt Djurberg (Stoccolma, 23 luglio 1898 – Stoccolma, 2 novembre 1941) è stato un attore svedese.

## Filmografia parziale
- Troll-Elgen, regia di Walter Fyrst (1927)
- Den gamla gården, regia di John Lindlöf (1930)
- Vi som går köksvägen, regia di Gustaf Molander (1932)
- Skicka hem Nr. 7, regia di Schamyl Bauman e Gideon Wahlberg (1937)